# Барон Огмор
Барон Огмор из Бриджэнда в графство Гламорган — наследственный титул в системе Пэрства Соединённого королевства. Он был создан 5 июля 1950 года для Дэвида Риса-Уильямса (1903—1976), уэльского лейбориста, затем либерального политика. Он был депутатом Палаты общин от Южного Кройдона (1945—1950), занимал должности заместителя министра по делам колоний (1947—1950), министра гражданской авиации (1951) и председателя Либеральной партии (1963—1964). 
По состоянию на 2024 год носителем титула является Тюдор Дэвид Рис-Уильямс старший сын Моргана Риса Рис-Уильямса, 3-го барона Огмора (1937—2020), который наследовал своему старшему брату в 2004 году.
Первый барон Огмор был отцом достопочтенной Элизабет Рис-Уильямс (род. 1936) и дедом британского актера Джареда Харриса (род. 1961).

## Бароны Огмор (1950)
- 1950—1976: Дэвид Рис Рис-Уильямс, 1-й барон Огмор (22 ноября 1903 — 30 августа 1976), сын Дэвида Риса Уильямса (1875—1949)[1];
- 1976—2004: Гвилим Рис Рис-Уильямс, 2-й барон Огмор (5 мая 1931 — 9 ноября 2004), старший сын предыдущего[2];
- 2004—2020: Морган Рис Рис-Уильямс, 3-й барон Огмор (19 декабря 1937 — 30 мая 2020), младший брат предыдущего[3];
- 2004 — настоящее время: Тюдор Дэвид Рис-Уильямс, 4-й барон Огмор (род. 11 декабря 1991), старший сын предыдущего[4];
  - Наследник титула: достопочтенный Дилан Рис-Уильямс (род. 1994), младший брат предыдущего).